# Alexander Clavel-Respinger
Alexander Gottfried Friedrich Clavel-Respinger (* 1881 in Basel; † 22. November 1973 im Tessin) war ein Schweizer Textil- und Färberei-Industrieller.

## Leben und Werk
Clavel war ein Nachfahre des 1838 aus Lyon eingewanderten Seidenfärberindustriellen Alexander Clavel (1805–1873). Dieser heiratete 1840 Henriette, geborene Linder, die Witwe des verstorbenen Seidenfärbers Karl Theodor Oswald (1806–1838), und übernahm die Oswaldsche Seidenfärberei am «Bläsihof» an der Unteren Rebgasse. Dank der Heirat seiner Stieftochter Rosina Henriette Oswald (1834–1912) mit dem Lyoner Seidenfärber Joseph Renard (1822–1882) lernte Clavel das Herstellungsverfahren von Fuchsin (Anilinrot) kennen. Clavel stellte dieses in seinem Unternehmen auch selber her, verkaufte jedoch die Färberei, die sich ab 1945 Ciba nannte, woraus sich später der Konzern Ciba-Geigy und die heutige Novartis entwickelten sowie durch Ausgliederung die heutige Ciba Spezialitätenchemie AG. 1849 erwarb Clavel das Bürgerrecht von Basel. Obwohl sich die Clavels in Frankreich mit einem Grafentitel zierten und seit zwei Generationen in Basel eingebürgert waren, gehörten sie nicht zum Basler Daig.
Clavel wuchs zusammen mit seinen zwei Schwestern und den Brüdern Gilbert Clavel und René Clavel in Kleinbasel auf. Nachdem Clavel die Handelsschule in Neuenburg und eine Färberlehre im väterlichen Geschäft absolviert hatte, trat er in dieses ein. 1902 vereinigten sich Clavel & Söhne mit der Seidendruckerei von Fritz Lindenmeyer zur Färberei Clavel & Lindenmeyer.
Clavel gründete 1912 zusammen mit Partnern die «Celanit-Gesellschaft» für die Fabrikation von Acetylcellulose, die als Grundlage für die Herstellung von nicht entflammbarem Zelluloid und später von Kunstseide diente. Als Nebenprodukt des Fabrikationsvorgangs entstand ein Lack, der sich hervorragend für die Imprägnierung der mit Baumwolltüchern bespannten Doppeldecker-Flugzeuge eignete und anfänglich nach Deutschland geliefert wurde, um Zeppeline damit zu imprägnieren. Bei Kriegsausbruch belieferte der franko- und anglophile Clavel fortan exklusiv die alliierte Seite, und als 1914 die blauen Armeeuniformen der Schweizer Wehrmänner in feldgraue umgefärbt werden mussten, verdienten Clavel & Lindenmeyer beim Färben der Stoffe für 400'000 Uniformen kräftig mit.
In der Folge expandierte Clavel nach England und baute mit Unterstützung finanzkräftiger Geschäftsleute für die englische Regierung eine Fabrik in Spondon bei Derby in Mittelengland auf. Bereits nach acht Monaten nahm die «British Chemical Company», später «British Celanese Limited», den Betrieb mit 12'000 Arbeitern auf und stellte Aeroplan-Lacke für die Alliierten her.
Nach Ende des Ersten Weltkriegs entwickelte Clavel mithilfe seines Bruders, des Chemikers René, neue Produkte und brachte sie gewinnbringend auf den Markt. Das erfolgreichste dieser Produkte war eine Kunstseide, die zum Patent angemeldet wurde und den Namen Celanese trug. Die Kunstseide war eine Vorläuferin von Nylon und Perlon. Der Kriegsausbruch 1939 setzte weiteren Ausbauplänen ein vorläufiges Ende.
Am 22. Juli 1919 kam es bei Clavel & Lindenmeyer nach einer Protestaktion einiger Färber gegen die tiefen Löhne und einer Versammlung eines grossen Teils der Arbeiter zur Aussperrung der ganzen Belegschaft. In der Folge kam es in Basel zum Streik aller Färbereiarbeiter. Die Belegschaften der anderen Färbereibetriebe zeigten sich mit den Arbeitern von Clavel & Lindenmeyer solidarisch. Rund 1100 Färbereiarbeiter traten am 29. Juli in den Ausstand, und einen Tag später wurde ein unbefristeter Landesstreik ausgerufen. Das Ergebnis des Generalstreiks war für die Arbeiterschaft ernüchternd: Zehn Tage lang wurde gestreikt, fünf Streikende wurden durch die Militäreinsätze getötet und viele Zivilisten verletzt – von den im Streikaufruf erhobenen Forderungen wurde keine erfüllt.
Clavel heiratete 1905 Fanny Emilie, geborene Respinger (* 30. Mai 1883; † 1967). Sie war die Tochter des Kaufmanns Wilhelm Respinger (1847–1905) und der Emma Cécile, geborene His (1852–1926). Die Ehe blieb kinderlos. Fanny Clavel liess sich von Jean-Gabriel Domergue malen und ging bei dem damals führenden (und teuersten) Basler Modeschöpfer Fred Spillmann (1915–1986) ein und aus. 1916/17 erwarb das Ehepaar den Wenkenhof in Riehen und baute diesen mit gezielten Landkäufen in einer für baselstädtische Verhältnisse geradezu gigantischen Dimension aus. Das Ehepaar huldigte einem Lebensstil, der eines deutschen Kleinfürsten würdig gewesen wäre.
Als sich Rainer Maria Rilke 1920 in Basel aufhielt, besuchte er Mitte Oktober für vier Tage die Clavels auf dem Wenkenhof, wo sie u. a. zusammen mit anderen Gästen spiritistische Tischrücken-Sitzungen abhielten. Neben bekannten Schriftstellern und Künstlern gehörten auch Politiker zu den Freunden des Hauses. Alexander Clavel war in seiner Lebensart dem Gehabe eines Grandseigneurs aus dem 19. Jahrhundert verhaftet, als Industrieller aber seiner Zeit voraus.
Im Dezember 1954 errichteten Alexander und Fanny Clavel die Alexander-Clavel-Stiftung, der der «Neue Wenkenhof» mitsamt Barockgarten übereignet wurde. Als 1967 seine Frau starb, heiratete Clavel 1968 Elisabeth, geborene Dyga, die Mutter seines Sohns Clifford, und lebte bis zu seinem Tod im Tessin.